# Pyxidiophora marchalii
Pyxidiophora marchalii är en svampart som först beskrevs av Pier Andrea Saccardo, och fick sitt nu gällande namn av N. Lundq. 1980. Pyxidiophora marchalii ingår i släktet Pyxidiophora och familjen Pyxidiophoraceae.   Inga underarter finns listade i Catalogue of Life.